# Comunità Montana del Velino
Die Comunità Montana del Velino ist eine Vereinigung von insgesamt neun Gemeinden in der italienischen Region Latium. Sie wurde von den in der Regel recht kleinen Gemeinden, die zumindest teilweise in Bergregionen liegen, gebildet, um die wirtschaftliche Entwicklung der Region zu stärken und die Abwanderung der Bevölkerung aufzuhalten. Weitere Aufgaben sind die Stärkung des Tourismus, des Naturschutzes und die Erhaltung der ländlichen Kultur.
Das Gebiet der Comunità Montana del Velino umfasst ein Gebiet von 72.142 Hektar und zählt insgesamt etwa 11.000 Einwohner.
Die Comunità umfasst folgende Gemeinden:
- Accumoli
- Amatrice
- Antrodoco
- Borbona
- Borgo Velino
- Cittareale
- Micigliano
- Castel Sant’Angelo
- Posta